# Albumin

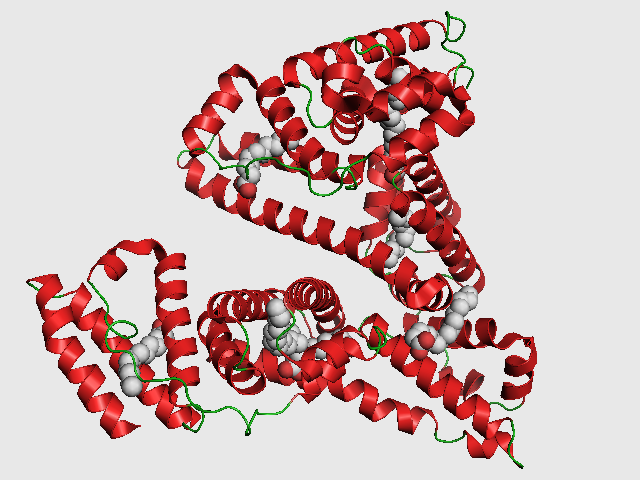
Molekylstruktur för albumin.

Albumin är det mest förekommande proteinet i blodet. Det är ett globulärt, vattenlösligt protein som består av 585 aminosyror och har en molekylmassa ("molekylvikt") på cirka 65 000 Dalton. Vid kroppens normala pH på 7,4 är albuminmolekylen negativt laddad. Till skillnad från de många andra proteiner i blodet är albumin inte ett glykoprotein, vilket innebär att albuminstrukturen inte innehåller några kolhydratdelar.
Albumin bildas i levern och utsöndras därifrån till blodet.  

## Struktur
Albumins struktur består av tre homologa domäner, domän I, II och III, där var domän är uppdelad i ytterligare subdomäner A och B. Primärstrukturen hos albumin inkluderar en enkel polypeptidkedja bestående av 585 aminosyror med en molekylvikt på cirka 66,5 kDa. Den sekundära strukturen hos albumin är främst sammansatt av α-helixar, med en liten andel β-sheets. Den tertiära strukturen ger proteinet dess karakteristiska hjärtformade struktur. Strukturen stabiliseras av flera disulfidbindningar. De främsta områdena för ligandbindning till albumin finns i hydrofoba hålrum i subdomäner IIA och IIIA
Olika tekniker har använts för att belysa strukturen hos albumin, inklusive röntgenkristallografi, NMR-spektroskopi och datorbaserad modellering. Dessa studier har gett detaljerade insikter i albuminets struktur och dess funktionella implikationer i människans fysiologi. Förståelsen för albuminets struktur är avgörande för att avslöja dess olika roller i hälsa och sjukdom

## Funktioner
Albuminets viktigaste funktion är att upprätthålla det kolloidosmotiska trycket i blodbanan (se osmos). Det kolloidosmotiska trycket gör att vätskan i blodbanan hålls kvar i blodkärlen och inte läcker ut i kroppens vävnader där det kan ge upphov till svullnad (ödem). Om nivåerna av albumin i blodet är för låga sjunker det kolloidosmotiska trycket i blodet och vätska från blodbanan förflyttas ut i kroppens vävnader med ödem som resultat. 
En annan av albuminets viktiga funktioner är att fungera som bärarprotein och transportera diverse icke vattenlösliga ämnen i blodet, bland annat vissa hormoner, såsom sköldkörtelhormoner och steroidhormoner, hemmolekyler och fettsyror. De flesta läkemedel som vi äter transporteras till stora delar i blodet bundet till albumin. Det leder till att den fria, aktiva halten av läkemedel i blodet är mycket låg, ofta runt 2 procent. 
Albumin är också ett akutfasprotein. 

## Sjukdomar som påverkar albuminnivåerna i blodet
Albumin bildas i levern. Vid sjukdomar i levern kan därför produktionen av albumin påverkas och bli låg. Vid undernäring får den drabbade ofta för låga halter albumin i blodet på grund av att leverns förmåga att bilda nya proteiner är nedsatt, vilket leder till för lågt kolloidosmotiskt tryck i blodet. På grund av detta läcker vätska ut ifrån blodbanan och mängden vätska i vävnaderna ökar vilket leder till svullnad (ödem). Andra tillstånd som kan orsaka albuminbrist är njursjukdomar, där albumin läcker ut via njurarna och urinen (proteinuri), förgiftning med ämnen eller läkemedel som skadar levern, svåra  infektioner och brännskador.

## Albumin som läkemedel
Albumin finns också som läkemedel. Detta albumin utvinns huvudsakligen från donerat blod från andra människor. I vissa situationer kan anledning finnas till att överväga att tillföra albumin till patienter. Detta kan vara i samband med svår vätskebrist, vid exempelvis stor blodförlust (se hypovolemi) eller septisk chock. Albuminet ges då som infusion (dropp). Kliniska studier på neurokirurgiska intensivvårdspatienter med hjärnödem på grund av traumatisk skallskada har visat gynnsamt utfall. Denna indikation vad gäller nytta får ej förväxlas med kliniska albuminstudier utförda på andra indikationer. På senare år har dock forskare allt oftare ifrågasatt nyttan med att tillföra exogen albumin till patienter jämfört med att tillföra kristalloida vätskor (till exempel natriumklorid) med lägre molekylvikt än albumin.